# Av hjärtans lust
Av hjärtans lust är en svensk komedifilm från 1960 i regi av Rolf Husberg. 

## Handling
Baron Sinclair får lov att börja visa sina ägor för turister p.g.a. dålig ekonomi.

## Om filmen
Av hjärtans lust hade Sverigepremiär den 29 augusti 1960. Filmen har aldrig TV-visats. Den bygger på en pjäs med samma namn av Karl Ragnar Gierow.

## Rollista i urval
- Jarl Kulle - baron Patrik Sinclair
- Margita Ahlin - Harriet Humbert
- Edvin Adolphson - Anton Humbert
- Gösta Cederlund - Lindgren, betjänt
- Hans Lindgren - Stefan Forell, advokat
- Renée Björling - Aurore
- Signe Enwall - Ulla
- Birgitta Valberg - Henriette Löwenflycht
- Ulla-Bella Fridh - Maja
- Torsten Lilliecrona - Hans Mortimer
- Åke Fridell - Sjöberg